# Маргарет Вайс
Маргарет Вайс (на английски: Margaret Weis) е американска писателка на фентъзи.

## Биография и творчество
Маргарет Вайс е родена на 16 март 1948 г. в Мисури, САЩ. Завършва университета в Мисури със специалност английски език и литература. Някои от нейните книги са издадени в съавторство със съпруга ѝ Дон Перин. Най-известните произведения на Маргарет Вайс са издадени в съавторство с Трейси Хикман. Маргарет Вайс издава свои произведения и под имената Маргарет Болдуин и Сюзан Лансон.
Странно, но Вайс твърди, че не чете фентъзи книги.1
От първия си брак тя има две деца (Дейвид (починал) и Елизабет Болдуин). Тя се е развела и с втория си съпруг – роденият в Канада писател Дон Перин.
Маргарет Вайс е автор на книгата „Магия“, в която се разказва за принцеса, чиято майка е убита и тя остава единствената престолонаследница. Книгата завладява със своята динамичност и красиви описания. Тя е разнообразна на образи и картини. 

#### Драконовото Копие
- Хроники:
- Дракони на есенния здрач1 (1984)
- Дракони на зимната нощ1 (1985)
- Дракони на пролетната зора1 (1985)
- Dragons of Summer Flame1 (1996)

- Легенди:
- Времето на близнаците1 (1986)
- Войната на близнаците1 (1986)
- Изпитанието на близнаците1 (1986)

- The Second Generation1 (1995)

- Kang's Regiment:
- The Doom Brigade2 (1996)
- Draconian Measures2 (2000)

- The Raistlin Chronicles:
- The Soulforge (1998)
- Brothers in Arms2 (1999)

- Войната на Душите:
- Драконите на сломеното слънце1 (2001)
- Драконите на изгубената звезда1 (2002)
- Драконите на изчезналата луна1 (2003)

- The Dark Disciple:
- Amber and Ashes (2004)
- Amber and Iron (2006)
- Amber and Blood (unscheduled)

- The Lost Chronicles:
- Dragons of the Dwarven Depths1 (2006)
- Dragons of the Highlord Skie1 (2007)
- Dragons of the Hourglass Mage1 (2008)

1 (в съавторство с Трейси Хикман)
2 (в съавторство с Дон Перин)

#### Endless Quest
1. The Endless Catacombs (1984)

#### Dark Sword
(в съавторство с Трейси Хикман)
1. Forging the Darksword (1987)
2. Doom of the Darksword (1988)
3. Triumph of the Darksword (1988)
4. Legacy of the Darksword (1997)

#### Rose of the Prophet
(в съавторство с Трейси Хикман)
1. The Will of the Wanderer (1988)
2. Paladin of the Night (1989)
3. The Prophet of Akhran (1989)

#### Star of the Guardians
1. The Lost King (1990)
2. King's Test (1991)
3. King's Sacrifice (1991)
4. Ghost Legion (1993)

#### Death Gate Cycle
(в съавторство с Трейси Хикман)
1. Dragon Wing (1990)
2. Elven Star (1991)
3. Fire Sea (1992)
4. Serpent Mage (1993)
5. The Hand of Chaos (1993)
6. Into the Labyrinth (1994)
7. The Seventh Gate (1995)

#### Mag Force 7
(в съавторство с Дон Перин)
1. The Knights of the Black Earth (1995)
2. Robot Blues (1996)
3. Hung Out (1997)

#### Starshield
(в съавторство с Трейси Хикман)
1. Starshield: Sentinels (1996)
2. Nightsword (1998)

#### Dragon's Disciple
(сов съавторство с Дейвид Болдуин- нейният син)
1. Dark Heart (1998)

#### Sovereign Stone
(в съавторство с Трейси Хикман)
1. Well of Darkness (2000)
2. Guardians of the Lost (2001)
3. Journey into the Void (2003)

#### Dragonvarld
1. Mistress of Dragons (2003)
2. The Dragon's Son (2004)
3. Master of Dragons (2005)

## Интересно
- В Дракони на есенния здрач (1984), Маргарет загатва за произведението на Чарлз Дикенс Коледна песен- един от любимите ѝ разкази. Отнася се за: "Но имаше нещо притеснително около него; нещо тайно, собствено и самотно като морски краб"[2] и Съдбата на човечеството е моя работа[3], обръщайки значението на цитата от добро в лошо.

- За да опише сцена в Дракони на Зимната Нощ (1985), където дракони нападат града Тарсис, Маргарет Вайс изучавала филм за бомбардирането на Лондон по време на втората световна война.[4]
- Когато Джеф Груб я срещнал за пръв път, тя държала плакат на Дарт Вейдър с автограф на бюрото си.[5]
- В Дракони на Зимната Нощ, Маргарет прави връзка с Отело от Уилям Шекспир с фразата: „Не, грешиш, Талис. Аз го отпратих.“[6]